# Pintalia castanea
Pintalia castanea är en insektsart som beskrevs av Metcalf 1946. Pintalia castanea ingår i släktet Pintalia och familjen kilstritar. Inga underarter finns listade i Catalogue of Life.